# Georg Dieffenbach (Politiker)

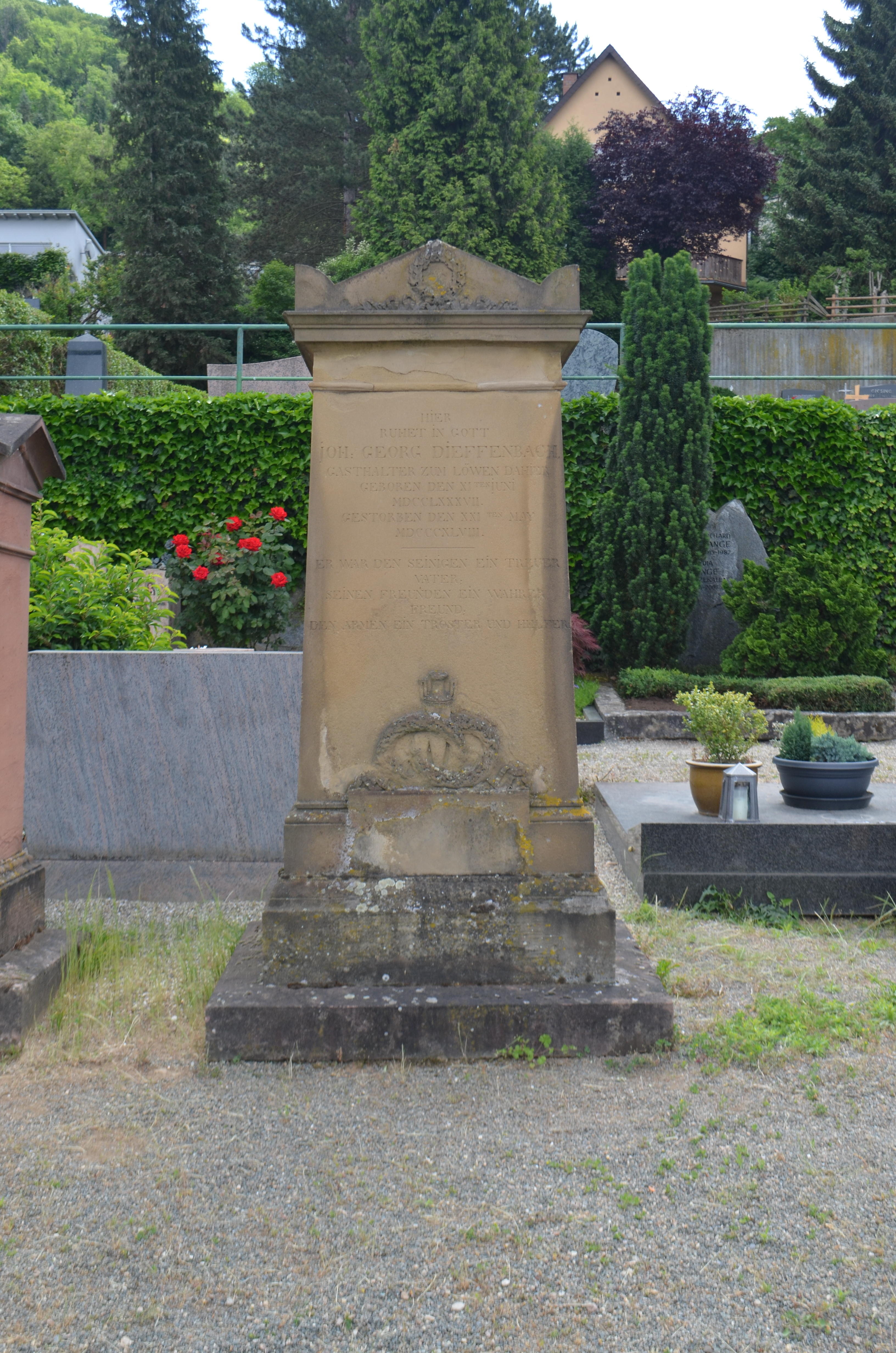
Grab von Georg Dieffenbach auf dem Friedhof von Zwingenberg

Johann Georg Dieffenbach (* 11. Juni 1787 in Zwingenberg (Bergstraße); † 21. Mai 1848 ebenda) war Gastwirt und ein liberaler hessischer Politiker und ehemaliger Abgeordneter der 2. Kammer der Landstände des Großherzogtums Hessen.

## Familie
Georg Dieffenbach war der Sohn des Gastwirts Christian Wilhelm Dieffenbach (1752–1791) und dessen Frau Anna Margarethe geborene Karste, verwitwete Büchler (1754–1815). Sein Großvater, der aus Auerbach stammenden Christian Heinrich Dieffenbach hatte 1751 das Gasthaus zum bunten Löwen erworben, das die Familie Dieffenbach über 147 Jahre führte.
Georg Dieffenbach heiratete am 6. September 1811 in Jugenheim in erster Ehe Eva Sophie geborene Oberndörfer (1788–1824), die Tochter des dortigen Försters Christoph Oberndörfer und dessen Frau Eva geborene Schüßler. Aus der Ehe gingen sechs Kinder hervor. Nachdem seine erste Ehefrau am 26. Oktober 1824 im Wochenbett gestorben war, heiratete er 1826 seine zweite Frau Luise geborene Sickenius (1793–1853), die Tochter des Kriegskassierers Georg Ludwig und dessen Frau geborene Meyer von Zwingenberg. Die zweite Ehe blieb kinderlos.
Sein Sohn Christian Dieffenbach übernahm 1848 das Gasthaus.

## Ausbildung und Beruf
Georg Dieffenbach, unter dem Spitznamen „Zeitgeist“ berühmt, erhielt vom Hauslehrer des in Zwingenberg lebenden Grafen Ernst von Erbach-Schönberg Schulunterricht. Seine frühen Jahre wurden durch die Ehekonflikte seiner Mutter geprägt. Sie hatte nach dem Tod ihres ersten Ehemanns 1793 in zweiter Ehe den Fuhrwerksbesitzer Johann Michael Roll aus Stuttgart geheiratet. Am 16. März 1812 wurde die Ehe einvernehmlich geschieden. Nach seiner Konfirmation erlernte er bei dem Pfarrer der französischen Gemeinde in Neu-Isenburg die französische Sprache, die damals die Weltsprache war. Aufgrund des frühen Todes seines Vaters übernahm er mit der Volljährigkeit die Leitung des väterlichen Gasthauses.

## Politik
Nach den Befreiungskriegen entwickelte sich in Teilen des Großherzogtums Hessen eine Verfassungsbewegung, die eine Verfassung für das Großherzogtum forderte, die in § 13 der Deutschen Bundesakte versprochen worden war.
Der Großherzog war ein überzeugter Anhänger des Monarchischen Prinzips und stand Forderungen nach einer Einschränkung seiner Macht kritisch gegenüber.
Im Winter 1818/1819 wählten eine Reihe von Städten und Gemeinden des Großherzogtums ohne Zustimmung der Regierung „wilde“ Landtage. Diese tagten in Grünberg und in Zwingenberg. In Zwingenberg war Georg Dieffenbach Wortführer der Bewegung und stellte den Bunten Löwen als Sitzungssaal für den „wilden“ Landtag zur Verfügung. Am 18. Februar und am 17. März 1819 kamen im Löwen an die 200 Bürger der ganzen Provinz Starkenburg zusammen, um der Forderung nach einer Verfassung Nachdruck zu verleihen.
Am 17. Dezember 1820 wurde die Verfassung des Großherzogtums Hessen erlassen.
In der 5. und 6. Wahlperiode (1832–1834) war Georg Dieffenbach Abgeordneter der zweiten Kammer der Landstände des Großherzogtums Hessen. In den Landständen vertrat er den Wahlbezirk Starkenburg 2/Zwingenberg.
Georg Dieffenbach war auch kommunalpolitisch tätig, seit Jugendtagen Stadtrat und ab 1822 Beigeordneter der Stadt Zwingenberg (das Amt des Bürgermeisters hatte er abgelehnt). Des Weiteren war er Mitglied des Kirchenvorstandes und der Armenkommission.